# Westerviks IBK
Westerviks IBK är en innebandyklubb från Västervik. Klubben grundades år 1986 och spelar sina hemmamatcher i sporthallen som är belägen vid Bökensved.
Klubben är den största innebandyföreningen i hela Västerviks kommun.